# Servi Fabi Píctor
Servi Fabi Píctor (en llatí: Servius Fabius Q. f. Q. n. Pictor) va ser un magistrat romà. Era fill del pretor Quint Fabi Píctor, i formava part de la família dels Fabi Píctor, una branca de la gens Fàbia.
Era contemporani d'Aulus Postumi Albí (cònsol 151 aC). Ciceró diu que era expert en lleis, literatura i antiguitats
Probablement és el mateix personatge conegut com a Fabi Píctor citat per Noni Marcel, autor de l'obra De Jure Pontificio. També en parlen Aulus Gel·li i Macrobi. Probablement va escriure també annals, i podria ser el Píctor de què parla Ciceró, qui diu que va escriure uns annals en llatí, encara que sembla que el va confondre amb l'historiador Quint Fabi Píctor, per bé que aquest havia escrit en grec.